# Andy Edwards
Andy Edwards, diminutivo di Andrew John Edwards (Wrexham, 13 aprile 1965) è un ex calciatore gallese, di ruolo attaccante.

## Carriera
Tra il 1980 ed il 1982 gioca nelle giovanili dei gallesi del Wrexham, con i quali nella stagione 1982-1983, all'età di 19 anni, esordisce tra i professionisti. In particolare, fa il suo esordio il 31 agosto 1982 nella partita di Coppa di Lega vinta per 1-0 in casa contro lo Shrewsbury Town; il successivo 7 settembre esordisce invece in campionato, subentrando dalla panchina nella partita di Third Division persa per 1-0 in casa contro il Lincoln City. Nel corso della stagione, che i Red Dragons concludono retrocedendo in quarta divisione, gioca poi ulteriori 13 partite di campionato (per un totale quindi di 14 presenze in terza serie). Il 9 marzo 1983 realizza invece la sua prima rete tra i professionisti, nella semifinale di andata di Coppa del Galles vinta per 1-0 in casa contro il Caernarfon Town (che è anche la seconda delle sue 3 presenze stagionali in questa competizione, che il club conclude perdendo per 2-0 la semifinale di ritorno).
Nella stagione 1983-1984 gioca invece con maggiore frequenza, ed il 6 settembre 1983 mette a segno il suo primo gol in carriera nei campionati della Football League, nei minuti finali della vittoria casalinga per 5-1 contro il Rochdale; complessivamente segna 7 reti in 29 partite di campionato, a cui aggiunge una presenza in FA Cup, 2 presenze in Coppa di Lega, 3 presenze ed un gol in Football League Trophy e 7 presenze ed un gol in Coppa del Galles, competizione nella quale il Wrexhamviene sconfitto in finale dagli inglesi dello Shrewsbury Town, qualificandosi di conseguenza per la Coppa delle Coppe 1984-1985 (nella quale lo Shrewsbury Town non poteva rappresentare la Federazione gallese essendo un club inglese). Nella stagione 1984-1985 Edwards gioca poi 37 partite in campionato (con 11 gol segnati), una partita in FA Cup, 2 partite in Football League Trophy (nelle quali segna anche una rete), 3 partite (con 2 gol segnati) in Coppa del Galles e 3 partite in Coppa delle Coppe (su 4 che ne gioca in totale il club gallese, che dopo aver eliminato i portoghesi del Porto nei sedicesimi di finale viene eliminato dagli italiani della Roma negli ottavi di finale). Nella stagione 1985-1986, che è anche la sua ultima nel Wrexham, pur giocando con continuità non è più titolare fisso come nell'annata precedente: totalizza infatti 36 presenze e 9 reti in campionato, 2 partite in FA Cup, 2 partite in Coppa di Lega, 2 partite in Football League Trophy e 6 partite con 3 gol segnati in Coppa del Galles, competizione che viene vinta dal Wrexham, grazie anche alle reti dello stesso Edwards (che pur non segnando in finale realizza una rete nella semifinale di andata ed una in quella di ritorno contro il Cardiff City).
Nell'estate del 1986, dopo complessive 154 presenze e 35 reti fra tutte le competizioni ufficiali (tra cui 114 presenze e 27 reti in partite di campionato, che restano anche le sue uniche in carriera nei campionati della Football League) si trasferisce ai semiprofessionisti inglesi del Morecambe, con cui gioca per due stagioni. Ha poi continuato a giocare con vari club gallesi (la maggior parte dei quali semiprofessionistici) fino al 1998 quando, all'età di 33 anni, si è ritirato; nella stagione 1996-1997 ha anche giocato 2 partite nel turno preliminare di Coppa delle Coppe con i The New Saints (terminato con un complessivo 6-1 in favore dei polacchi del Ruch Chorzów, nonostante un pareggio per 1-1 nella partita di andata giocata in Galles).

## Palmarès

### Club

#### Competizioni nazionali
- Coppa del Galles: 1

Wrexham: 1985-1986

#### Competizioni regionali
- Lancashire FA Challenge Trophy: 1

Morecambe: 1986-1987